# Ramses (Raumsonde)
Die Rapid Apophis Mission for Space Safety (RAMSES) ist eine geplante Mission der ESA zum Asteroiden (99942) Apophis. Sie soll dem Asteroiden ab Februar 2029 während des Vorbeiflugs an der Erde begleiten und beobachten. 

## Missionsziele

Apophis wird bei der Passage an der Erde in eine andere Bahn abgelenkt

Apophis ist ein erdnaher Asteroid des Aten-Typs mit ca. 375 m Durchmesser. Zeitweise wurde ein Einschlag des Asteroiden auf der Erde für möglich gehalten und eine Einstufung von 4 auf der Turiner Risikoskala vorgenommen. Seit der Asteroid auf älteren Aufnahmen entdeckt und damit die Bahndaten verfeinert wurden, wird mit einem nahen Vorbeiflug an der Erde und am Erdmond gerechnet. Apophis wird der Erde demnach am 13. April 2029 bis auf 32.000 km nahekommen.
Nach der Einschätzung von Wissenschaftlern kommt nur alle 5.000 bis 10.000 Jahre ein Objekt dieser Größe der Erde so nahe. Diese einmalige Gelegenheit will die ESA nutzen, um Erkenntnisse für die planetaren Verteidigung gegen mögliche Asteroideneinschläge zu gewinnen. Die Ramses-Mission fällt damit in die ESA-Sparte Space Safety (Weltraumsicherheit). Missionsziel ist die Beobachtungen und Analyse des Asteroiden während des Vorbeiflugs. Man ist daran interessiert, wie das Objekt zusammengesetzt ist, wie sich der Asteroid unter dem Einfluss der Erdanziehung und der Gezeitenkräfte verformt, ob sich die innere Struktur verändert, ob sich Masse, Dichte und Porosität verändern. Möglicherweise kommt Material aus dem Inneren an die Oberfläche und kann untersucht werden. Aus der Analyse der Daten erhofft man sich, bessere Modelle und Missionen zur Asteroidenabwehr entwickeln zu können. Außerdem werden neue Erkenntnisse dazu erwartet, wie sich das Sonnensystem geformt und entwickelt hat. Die zu erwartende mediale Aufmerksamkeit der Asteroidenbegegnung soll dem Ziel der planetaren Verteidigung neue Impulse geben.
Auch die NASA-Sonde OSIRIS-REx wurde nach ihrer Primärmission unter dem neuen Namen OSIRIS-APEX zu Apophis geschickt. Sie wird Apophis aber aufgrund der Bahndynamik erst etwa zwei Monate nach dessen Begegnung mit der Erde erreichen und den Asteroiden für ca. 18 Monate untersuchen. Es ergibt sich somit die Möglichkeit, den Asteroiden mit zwei Sonden gleichzeitig zu untersuchen.

## Planung und Bau
Am 17. Oktober 2024 schloss die ESA mit OHB Italia einen Vertrag im Umfang von 63 Millionen Euro zur Vorbereitung der Mission. Der endgültige Beschluss über die Mission soll im September 2025 durch den ESA-Ministerrat erfolgen, jedoch sind bereits eine Reihe von Vorbereitungen getroffen worden, um das Projekt rechtzeitig auf den Weg zu bringen.
Für eine Neuentwicklung der Sonde und der Nutzlasten reichen die Zeit und das Budget nicht; man wird also einen bewährten Satellitenbus und Nachbauten von bewährten Nutzlasten verwenden. Dabei wird insbesondere auf Bestandteile der Hera-Sonde zum Asteroiden (65803) Didymos zurückgegriffen. Da die Sonde im Bereich von ca. 1 AE zur Sonne bleibt, reichen kleinere Solarpaneele. Der wichtigste Teil der Mission findet relativ nahe zur Erde statt, damit reicht auch eine kleinere Antenne. Die Ramses-Mission steht unter besonderem Zeitdruck, denn der Start muss bis April 2028 erfolgen, damit die Sonde noch vor der Begegnung des Asteroiden mit der Erde ankommt und mit den Beobachtungen beginnen kann.

## Cubesats
Die Hauptsonde soll zwei Cubesats mitführen, die bei der Ankunft am Ziel ausgeworfen werden. 
- Der erste Cubesat soll von Tyvak International entwickelt werden, dabei wird man auf den Erfahrungen mit dem Milani CubeSat der Hera-Mission aufbauen. Im Juli 2024 wurden dem Projekt 4,7 Millionen Euro aus dem Budget der Ramses-Mission zugewiesen.[5] Der Cubesat wird mit Radar das Innere des Asteroiden erforschen.
- Der zweite Cubesat soll von dem spanischen Unternehmen Emxys bereitgestellt werden. Dafür wurden 1,5 Millionen Euro bereitgestellt. Der Cubesat soll die Form und geologischen Eigenschaften des Asteroiden erkunden, dann ein automatisches Annäherungsmanöver durchführen und versuchen, auf dem Asteroiden zu landen. Falls die Landung erfolgreich ist, sollen seismische Aktivitäten gemessen werden. Am Projekt beteiligt sind GomSpace (Dänemark), GMV (Spanien), ISAE-SUPAERO (Frankreich) und das Royal Observatory of Belgium. Emxys war bereits am GRASS Gravimeter auf dem Juventas-CubeSat der Hera-Mission beteiligt.[6]